# 張威麟
張威麟（英語：William CHEUNG Wai-lun，1936年10月2日—2014年10月27日），廣東惠州人，香港電影業商人，早年曾自任電影監製，為半島青年商會創會會長、首届香港十大傑出青年選舉获奖者，致力於社會服務及推廣孔學，曾擔任香港孔聖堂會長等職。 

## 生平
張威麟為香港商人張觀鳳之子，毕业于拔萃男書院，經營其父創立的倫敦大戲院、好世界戲院（其弟張威臣則繼承紐約戲院）。1962年9月創立好世界影片企業公司:227，曾擔任港九戲院商會副理事長，1969年擔任香港「半島青年商會」創會會長。
1960年代後期參與港九街坊研究會等組織，投身社會服務。1960年代末創辦明德青年中心，自任主席，常舉辦青少年體育文娛活動。
因積極參與社會服務，1970年獲選第一屆「香港十大傑出青年」。
張威麟亦參加推廣儒家文化及國學的組織香港孔聖堂，1982-1997年期間擔任該會會長、轄下孔聖堂中學校監、活期雜誌刊物《孔道專刊》督印人。1979年在香港創辦孔學出版社，其後分別於1985年在新加坡、1995年在溫哥華開辦孔學出版社。1996年任香港孔教學院會董。

1979-1996年擔任香港中文大學新亞書院校董，初期支持該校成立新亞國術會。

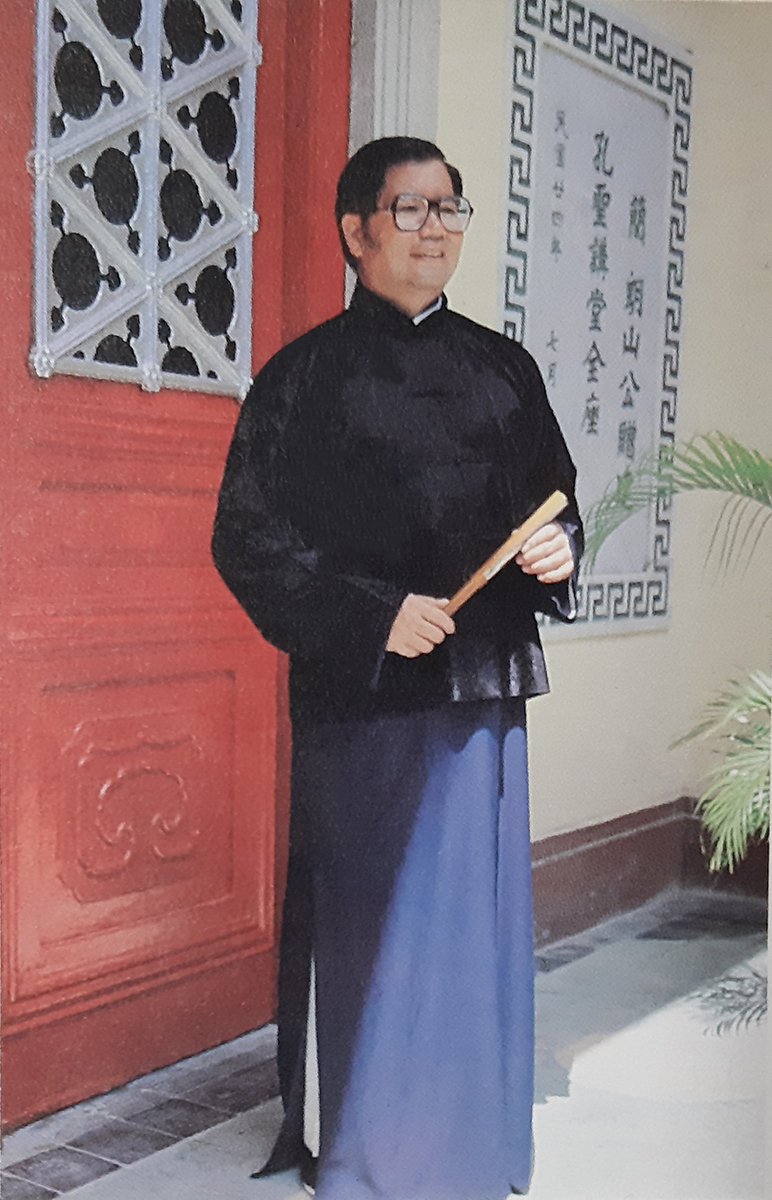
張威麟先生 Mr. William Cheung 1985年 攝於孔聖堂

1982-1997年僑港惠陽商會 （页面存档备份，存于）理事長
1983年聖約翰救傷隊孔聖隊會長 
1983-1997年惠僑英文中學校監
1993年聖約翰救傷隊第一聯隊會長  
1993年英女皇頒發聖約翰五級勳章
1996年聖約翰長期服務獎章
其他:
荃灣惠州同鄉會永遠會長
香港惠州同鄉總會永遠名譽會長

## 電影作品
| 上映年份 | 出品公司 | 電影名稱       | 備註                                                                                   |
| -------- | -------- | -------------- | -------------------------------------------------------------------------------------- |
| 1958     | 大興行   | 三春審父       | 粵劇藝人為主的歌唱片，重拍1955年電影《抝碎靈芝》，改編自木魚書故事《三春投水》:248-249 |
| 1959     | 大興行   | 萬里琵琶關外月 | 粵劇電影，芳艷芬告別作。:315                                                           |
| 1963     | 好世界   | 天降福星       | 好世界電影企業公司創業作。粵劇藝人為主的歌唱片。:227                                   |
| 1963     | 好世界   | 亂拜石榴裙     | 粵劇藝人為主的歌唱片。:236                                                             |
| 1963     | 好世界   | 玉戒神魔       | :252-253                                                                               |
| 1964     | 好世界   | 七寶金剛劍     | :315                                                                                   |
| 1964     | 好世界   | 密碼間諜戰     | :321                                                                                   |
| 1965     | 好世界   | 大四喜         | [ 22 ]                                                                                 |

## 家庭
太太何皓明，1967年誕下一子。